# Ангельський Олег В'ячеславович
Оле́г В'ячесла́вович Анге́льський (нар. 5 травня 1957 року в селі Селятин Путильського району Чернівецької області) — український інженер-оптик. Доктор фізико-математичних наук (1991). Професор (1991). Академік АН ВШ України. Заслужений діяч науки і техніки України. Перший українець, що був нагороджений премією імені Галілео Галілея.

## Біографічні відомості
Відомий учений у галузі оптики, професор, доктор фізико-математичних наук. Член-кореспондент Національної Академії наук України. Академік АН вищої школи України з 1994 року за загально-технічним відділенням.
Народився 5 травня 1957 року в селі Селятин Путильського району Чернівецької області. Закінчив фізичний факультет Чернівецького державного університету за спеціальністю «Оптичні та оптико-електронні прилади і системи» у 1979 році. У 1979-1982 роках навчався в аспірантурі кафедри оптики фізичного факультету Чернівецького державного університету за спеціальністю «Оптика». У 1983 році успішно захистив кандидатську дисертацію в Інституті фізики Академії наук України, м. Київ, за спеціальністю 01.04.05 «Фізична електроніка, у тому числі квантова» на тему «Дослідження ефективності голографічних методів для вивчення випромінювання нестаціонарних розсіювальних об’єктів та середовищ». У 1990 році в Саратовському державному університеті (СРСР) захистив докторську дисертацію зі спеціальності 01.04.05 «Оптика» за назвою «Кореляційні характеристики поля розсіяного оптичного випромінювання і діагностика структури та динаміки випадкових фазових об’єктів». 
Асистент (1983-1986 роки), доцент (1986-1987 роки) кафедри кореляційної оптики Чернівецького державного університету. З 1987 року по 2018 рік працював на посаді завідувача кафедри кореляційної оптики Чернівецького національного університету. У 1991 році отримав вчене звання професора кафедри кореляційної оптики. У 1997 році обраний на посаду декана інженерно-технічного факультету Чернівецького національного університету імені Юрія Федьковича. Обіймав посаду декана з 1997 по 2013 рік до моменту розформування структурного підрозділу й організації інституту фізико-технічних та комп’ютерних наук. З 2013 року по сьогодні – директор інституту фізико-технічних та комп’ютерних наук. З 2 лютого по червень 2019 року – виконував обов’язки ректора Чернівецького національного університету імені Юрія Федьковича. Лауреат премії Галілео Галілея Міжнародної комісії з оптики (ICO), 2007 рік. У 2020 році отримав Державну премію України в галузі науки і техніки. У 2021 рік був обраний членом-кореспондентом Національної Академії Наук України зі спеціальності Кореляційна і сингулярна оптика. Почесний громадянин міста Чернівці, Україна, з 2022 року. 
Розвинув новий підхід до вирішення проблеми діагностики шорстких поверхонь із залученням уявлень фрактальної геометрії. Виявлено можливості оптичної діагностики фрактальних структур поверхонь й розвинуто швидкісний поляризаційно-інтерференційний метод вимірювання кореляційної розмірності хаосу у полі. Запропоновано метод класифікації шорстких поверхонь на статистичні та фрактальні шляхом оцінки особливостей розподілу нулів амплітуди у полі когерентного розсіяного випромінювання. Розроблені принципи кореляційно-оптичної діагностики статистичних та фрактальних об’єктів із використанням взаємозв’язків статистичних і фрактальних параметрів полів та об’єктів покладено в основу неінвазивних методів поляризаційно-кореляційної діагностики біологічних тканин у медицині. Апробація цих методів показала перспективність виявлення ранніх патологій біологічних тканин – у проблемі докліничної диференціації біологічних тканин на нормальні й патологічно змінені. Розвинуто новий підхід до аналізу сингулярностей у векторних полях, сутність якого полягає у розгляді скалярних оптичних вихорів в ортогональних компонентах поля. Введено новий тип оптичних вихорів, а саме вихори різниці фаз; для таких вихорів обґрунтовано знаковий принцип. Розроблено інтерферометричний метод аналізу поляризаційного сингулярного скелетону векторного поля. Вперше експериментально отримані ”забарвлені” спекл-поля. Для діагностики нулів амплітуди у таких полях реалізовано інтерферометричний метод; запропоновано метод інвертованого хромоскопу. Проілюстровано ефект народження та анігіляції нулів амплітуди дискретних спектральних компонент поліхроматичного поля. Запропоновано двопучковий інтерференційний метод, що забезпечує прийнятний рівень спінового потоку у помірно сфокусованих пучках, й детектування орбітального руху частинок у полі, в якому поперечна циркуляція енергії пов’язується саме зі спіновим потоком. Цей результат може розглядатись як перша демонстрація механічної дії спінового моменту (спінового потоку енергії) світлового поля. Продемонстровано «незвичайну» дію спінового моменту еванесцентної хвилі у поперечному до вектора Умова-Пойтінга напрямку, що дозволило експериментально і теоретично довести існування вертикального спіну. 
Керував багатьма науково-дослідними роботами та проєктами, які фінансувались із державного бюджету та Державним фондом фундаментальних досліджень. Крім цього, керував міжнародними проєктами, що виконувались за рахунок підтримки грантів Американського фізичного товариства, колективного гранту Сороса, Українського науково-технологічного центру, контракту з фірмою «3М» (США), фондів наукового співробітництва з Францією, Румунією, Словенією. Обраний Чемпіоном Міжнародного товариства з оптики і фотоніки (SPIE) 2019, 2020 роки – “SPIE Community Champion”.
Виграв конкурс «Пошук тисячі талантів», 2019, Китай, з організацією Міжнародного оптичного центру на базі Дослідницького інституту, м. Тайджоу, Китайська народна республіка. Національний експерт, талант національного рівня КНР, Почесний експерт провінції Джейджанг, Хуанджоу, КНР. Головний експерт Дослідницького інституту м. Тайджоу, Джейджанського університету, КНР, з 2019 року.
Був головою ради із захисту кандидатських дисертацій зі спеціальності «Оптика» (1992- 1998 роки), заступником голови ради та членом ради із захисту докторських дисертацій із 4 спеціальностей (з 1998 року по теперішній час). Починаючи з 1995 року по теперішній час є членом секції радіоелектроніки, приладобудування та зв’язку Комітету з Державних премій України в галузі науки і техніки. 
Є автором понад 300 наукових робіт, 21 патенту, редактор (автор/співавтор) 9 міжнародних монографій, 370 абстрактів доповідей, частина з яких опублікована у високо рейтингових журналах з високим імпакт-фактором (Impact Factor) 2.5 та вище. Має понад 4817 цитувань в академічній базі даних SCOPUS. Індекс Гірша 54 (SCOPUS). 
Читає лекційні курси: Фізична оптика, Нові тенденції розвитку метрології, Статистична оптика. Підготував 5 докторів та 10 кандидатів наук. 
Був обраний дійсним членом товариства з оптики та фотоніки, SPIE (2001), Американського оптичного товариства, OSA (2003), Інституту фізики Великої Британії (2005), Академії наук вищої школи України (1994), Привілейованим фізиком Інституту фізики Великої Британії (1999), дійсним членом Європейського оптичного товариства EOS, (2015). 
Запрошений редактор спеціальних випусків «Optics in Ukraine» журналу «Optical Engineering», SPIE, USA, 1995; «Correlation Optics» журналу «Advances in Optical Technologies», 2009; «Correlation Optics» журналу «Applied Optics», OSA, USA, 2012, 2014, 2016; спеціального випуску «Singular and Correlation Optics» журналу «Frontiers in Physics», 2020. Редактор за напрямком міжнародного наукового журналу «Optoelectronics Reviews» з 2009; п’ятнадцяти томів Proceeding of SPIE «Correlation Optics» (SPIE Proc. Vols. 2108, 2647, 3317, 3904, 4607, 5477, 6254, 7008, 7388, 8338, 9066, 9809, 10612, 11369, 12126). Член редколегій міжнародних наукових журналів «Journal of Optics A: Pure and Applied Optics», «Optica Applicata», «Ukrainian Journal of Physical Optics», «Annals of the Academy of Romanian Scientists, Physics Series», «The Open Optics Journal». Лауреат Нагороди Ярослава Мудрого АН вищої школи України (1998). Заслужений діяч науки і техніки України (2006). Почесна грамота Кабінету Міністрів України (2015). 
Лауреат Державної премії України в галузі науки і техніки (2020). 
Місце роботи, посада: Чернівецький Національний університет ім.Ю.Федьковича, директор навчально-наукового інституту фізико-технічних та комп'ютерних наук.

## Звання й нагороди
- Заслужений діяч науки і техніки України(2006)
- Дійсний член Американського оптичного товариства (OSA);
- Дійсний член Європейського оптичного товариства (EOS Fellow)[3];
- Дійсний член Міжнародного товариства інженерів-оптиків (SPIE);
- Дійсний член Інституту фізики Великої Британії;
- Привілейований фізик, вченого інституту фізики Великої Британії;
- Нагороджений медаллю ім. Рождественського Російського оптичного товариства;
- Нагорода Ярослава Мудрого АН Вищої школи України (1998);
- Нагороджений міжнародною премією Галілео Галілея в галузі оптики (2007)[4][5].
- Почесна грамота Кабінету Міністрів України (2015).
- Лауреат Державної премії України в галузі науки і техніки (2020).